# Morten (film)
|  | Denne artikel er oprettet af botten Steenthbot ud fra en ekstern database. Den kan derfor have sproglige fejl eller mangler. Denne skabelon kan fjernes efter kontrol af indholdet. |

Morten er en dansk børnefilm fra 1970 instrueret af Adam Schmedes efter eget manuskript.

## Handling
Filmen forsøger på udramatisk, realistisk måde at skildre Mortens hverdag og det miljø han befinder sig i.

## Medvirkende
- Henning Bertelsen
- Lone Brinch
- Morten Walter Mortensen
- Frank Ormonde
- Hal Orback
- Stig Ramsing
- Trunte Pedersen
- Marianne Sløk
- Susanne Hartig
- Klaus Tuxen
- Jim Stockton
- Harry Wendt
- Bibi Steen
- Rachel Weiss